# Thorkild Grosbøll
Thorkild Grosbøll (* 27. Februar 1948 in Støvring; † 10. Mai 2020) war ein dänischer Pfarrer, der dadurch bekannt wurde, dass er den Glauben an einen Schöpfergott, die Auferstehung und das ewige Leben ablehnte. Sein Standpunkt war ein „christlicher Atheismus“, der auf Rudolf Bultmann, Gianni Vattimo und Paul Tillich aufbaut.

## Leben
Grosbøll wurde in eine Pfarrerfamilie geboren. Nach dem Abschluss seines Theologiestudiums in Kopenhagen 1975 war Grosbøll zunächst Seemannspfarrer, dann Pfarrer an der Davidskirche in Kopenhagen. Von 1982 bis 2008 war er Pfarrer in Taarbæk in der Kommune Lyngby-Taarbæk nördlich von Kopenhagen.

## Kontroverse
Im Frühjahr 2003 veröffentlichte Grosbøll das Buch En Sten i Skoen (d. h. „Ein Stein im Schuh“), in welchem er erstmals schrieb, dass er nicht an Gott glaube. Das Buch fand jedoch wenig Beachtung. Am 23. Mai 2003 erschien ein Interview mit Grosbøll im Weekendavis (d. h. Wochenendzeitung), in welchem er seine These wiederholte, dass er nicht an einen schaffenden und bewahrenden Gott glaube. Das Interview löste in Dänemark eine heftige öffentliche Debatte aus, die durch nachfolgende Stellungnahmen Grosbølls weiter angeheizt wurde, z. B. erklärte er im Wochenblatt Ude og hjemme (24. Kalenderwoche, 2005): „Gott gehört der Vergangenheit an. Im Grunde ist er derart veraltet, dass es mich wundert, wie moderne Menschen überhaupt an seine Existenz glauben können. All dieses leere Gerede über Wunder und das ewige Leben bin ich richtig gründlich leid.“ Weiter kritisierte Grosbøll die dänische Volkskirche, die es nicht erlaube, dass alle, auch Pfarrer, sich frei und ohne Furcht vor Sanktionen zur christlichen Tradition verhalten könnten: „Wenn man nicht vollkommen offen und frei diskutieren darf, dann glaube ich nicht, dass moderne Menschen das Christentum überhaupt noch für etwas brauchen können, und dann kann man genauso gut den Laden schließen.“ Das Christentum sei zwar für unsere Kultur historisch wichtig, aber eben darum sei es unglücklich, „wenn man sozusagen das mentale Museum abschließt, so dass die Leute nicht herausfinden können, was wir davon nicht aufgeben dürfen und was andererseits nicht mehr länger nützlich ist“.
Grosbøll wurde am 3. Juni 2003 von Bischöfin Lise-Lotte Rebel beurlaubt, da sie Grosbøll u. a. vorwarf, die Bekenntnisgrundlage der dänischen Volkskirche missachtet zu haben. Am 23. Juli 2003 wurde er wieder in sein Amt eingesetzt, aber unter verschärfter Aufsicht. Am 3. Juni 2004 bekam Grosbøll Bescheid, dass er sich bereits bis zum folgenden Tag entscheiden solle, von seiner Pfarrstelle zurückzutreten oder suspendiert zu werden. Die Gemeinde stellte sich hinter Grosbøll. Daraufhin wurde er am 10. Juni 2004 von Bischöfin Rebel mit sofortiger Wirkung beurlaubt. Am 12. Juli 2004 beschloss das dänische Kirchenministerium, die Sache von einem Kirchengericht entscheiden zu lassen. Dieser Beschluss wurde jedoch dadurch faktisch außer Kraft gesetzt, dass das Kirchenministerium am 11. Mai 2005 Bischöfin Rebel den Fall Grosbøll entzog und auf den Bischof von Roskilde, Jan Holger Lindhardt, übertrug. Am 20. Mai 2005 bestellte Lindhardt Grosbøll zu sich, und nachdem dieser Lindhardt zugesagt hatte, zu jedem Satz des apostolischen Glaubensbekenntnisses zu stehen und sein Pfarrergelöbnis aufs Neue mit einer Unterschrift bestätigt hatte, wurde er wieder in sein Amt eingesetzt, doch mit der Auflage, sich weiterer Äußerungen gegenüber der Presse zu enthalten. Mit Erreichen seines 60. Geburtstages im Jahr 2008 trat Grosbøll in den Ruhestand.
2008 veröffentlichte Grosbøll das Buch Ugudelige prædikener (d. h. „Gottlose Predigten“), das 25 zwischen 2005 und 2008 gehaltene Predigten enthält, die nach der Zeitungskritik von Lars Sandbeck zugleich amüsant, gelehrt und in jedem einzelnen Fall besonders gut geschrieben sind. Das Wort „Gott“ komme fast nie vor, der Bezug zum zugrundeliegenden Bibeltext sei mitunter gering, doch werde das Christentum als befreiende Botschaft aufgefasst. Ein letztes Mal erregte Grosbøll in kirchlichen Kreisen Aufsehen, als er 2018 in einem Interview mit dem Kristeligt Dagblad bekräftigte, dass er ein „christlicher Atheist“ sei.

## Belege
1. ↑  Nekrolog: Selvom Thorkild Grosbøll var præst, søgte han ikke efter guddom – han var optaget af menneskeligheden. Meldung auf information.dk, 13. Mai 2020. Abgerufen am 13. Mai 2020 (dänisch).
2. ↑  Thorkild Grosbøll bei Den Store Danske, Gyldendals offene Enzyklopädie
3. ↑  dialogcentret.dk (Memento vom 13. Februar 2013 im Webarchiv archive.today)
4. ↑  Jens Aage Poulsen, Keld Skovmand, Ane Bonnesen Wex: Prøveoplæg til kulturfagene. Gyldendal, Kopenhagen 2009, ISBN 978-87-0206-5527, S. 138f.
5. ↑  Lars Sandbeck: Thorkild Grosbøll har bevaret vantroen. Politikken, 4. April 2009
6. ↑  Artikel auf TV 2 (11. Mai 2020): Tidligere sognepræst og ateist Thorkild Grosbøll er død - 72 år.

| Personendaten    | Personendaten               |
| ---------------- | --------------------------- |
| NAME             | Grosbøll, Thorkild          |
| KURZBESCHREIBUNG | dänischer Pfarrer und Autor |
| GEBURTSDATUM     | 27. Februar 1948            |
| GEBURTSORT       | Støvring                    |
| STERBEDATUM      | 10. Mai 2020                |